# Trachéoplastie
Une trachéoplastie est une intervention chirurgicale réalisée dans les sténoses congénitales de trachée dépassant 30 % de la longueur de la trachée de l'enfant. La technique a été décrite par Peter Goldstraw et son équipe en 1989, puis modifiée par Hermes Grillo en 1994. Elle consiste à reconstruire la trachée en élargissant son calibre, soit par glissement de la partie antérieure des anneaux cartilagineux, soit par un patch de péricarde.